# Domingo Boari
Domingo Boari (Gualeguaychú, 2 de junio de 1950) es un psicoanalista y escritor argentino.

## Reseña biográfica
Nació en Gualeguaychú, Entre Ríos, el 2 de junio de 1950. Es psicólogo y dedica su práctica al psicoanálisis. Fue promotor y fundador del Centro Psicoanalítico de Estudio y Asistencia (CPSEA). Egresó de la Universidad del Museo Social Argentino en 1975 y se formó como psicoanalista en el Centro de Investigaciones en Psicoanálisis y Medicina Psicosomática (CIMP). Desarrolló actividad docente, asistencial y de investigación en el Centro Weizsacker de Consulta Médica y en la Fundación Luis Chiozza. Formó parte de la Sociedad Argentina de Psicoanálisis como miembro Adherente y Titular. También integró allí la organización del claustro de analistas en formación y la Comisión Directiva donde fue responsable del área de Cultura. 
En 2004, junto a Olga Inés Pon, un grupo de colegas y estudiantes fundaron el Centro Psicoanalítico de Estudio y Asistencia (CPSEA), una institución dedicada a la formación teórica y clínica de jóvenes psicoanalistas. En ese ámbito, bajo la dirección de Domingo Boari  y Olga Inés Pon se llevó a cabo una experiencia terapéutica y de investigación con familias que tuvieran hijos con alguna discapacidad intelectual (síndrome de Down, lesiones neurológicas, etc.). El trabajo en el que se relata esa experiencia obtuvo el Premio Comunidad y Cultura, otorgado por la Federación Psicoanalítica de América Latina, en Lima, Perú, 2006.
Desde mayo de 2005, en la sede de CPSEA, coordina un Grupo de Psicoanálisis Multifamiliar, con los lineamientos teóricos y técnicos propuestos por Jorge García Badaracco.
En el campo cultural creó y coordina "El cine con otros ojos", un ciclo de debates de películas con mirada psicoanalítica.
Ha escrito numerosos artículos para intercambiar con colegas en Congresos y Simposios, y es autor de tres libros de ensayos dirigidos a todos público, y de una novela de ficción publicada en 2018 por la editorial Leviatán.

## Distinciones
- Premio Adriana Terni[e] por el trabajo “El sentido de los afectos”. 1999 Simposio de la Fundación Luis Chiozza.

- Premio FEPAL[f] en la categoría “Comunidad y cultura” por el trabajo “Abordaje psicoanalítico del síndrome de Down y otras discapacidades intelectuales”, escrito en colaboración con la Lic. Olga Pon Boari. 2006

## Libros
- El aguijón (Leviatán, 2018). Novela. Ficción.
- Historias de carne y hueso (contadas por ocho psicoanalistas).  Autor-compilador (Ediciones Biebel, 2013). Relato - Ensayo.
- En los límites de lo posible. La experiencia de ayudar a familias que sufren. Escrito junto a Olga Inés Pon. (Ediciones Biebel, 2011). Ensayo.
- Sentir lo que sentimos